# Rudens Turku
Rudens Turku (* 1978 in Tirana, Albanien) ist ein albanisch-deutscher Violinist, der in München lebt.

## Leben
Rudens Turku übersiedelte im Alter von 14 Jahren mit seiner Familie nach Deutschland. Er studierte bei Ana Chumachenco an der Hochschule für Musik und Theater in München. 2004 schloss er das Studium mit dem Meisterklassendiplom ab.
Auftritte führten ihn in die wichtigsten Konzertsäle der Welt, u. a. die Wigmore Hall in London, in der Münchner Philharmonie und die Cami Concert Hall in New York. Aufnahmen seiner Konzerte wurden unter anderem vom BR, dem NDR, dem SWR und der Deutschen Welle aufgezeichnet. International von Radio France, dem BBC Radio und verschiedenen amerikanischen Sendern.
Zu seinen Kammermusikpartnern zählten u. a. die Pianisten Milana Chernyavska, Oliver Schnyder, Andras Adorjan, Ana Chumachenco, Lisa Batiashvilli, Arabella Steinbacher, Daniel Röhn, Julia Fischer, Veronika Eberle, Hariolf Schlichtig, Eduard Brunner, Wen-Sinn Yang und Alban Gerhardt. Er ist Gast bei den renommierten Musikfestivals in Deutschland (u. a. Festspiele Mecklenburg-Vorpommern, Schleswig-Holstein Musik Festival, Rheingau Musikfestival, Bodensee Festival).
Als Solist konzertiert er weltweit – u. a. mit Münchner Kammerorchester, den Münchner Symphonikern, der Capella Instropolitana, den Jena Philharmonikern, dem Georgischen Kammerorchester, Orchestra di Padova e del Veneto, Flying Strings.
Seit Oktober 2013 ist Turku Professor für Violine am Vorarlberger Landeskonservatorium der Stadt Feldkirch in Österreich sowie seit 2016 an der Accademia Perosi in Biella, Italien. Seine Studierenden waren erfolgreich bei nationalen und internationalen Wettbewerben wie der Violin Competition „Rodolfo Lipizer Prize“, Eurovision Young Musicians, Jugend Musiziert, Prima La Musica.
Turku ist Gründer und künstlerischer Leiter der seit 2000 jährlich stattfindenden Starnberger Musiktage, sowie der seit 2009 jährlich stattfindenden Musiktage der Olympiaregion Seefeld in Österreich.
Er ist Initiator und künstlerischer Beirat des Vereins „Friends of Rudens Turku e. V.“. Dieser hat die Zielsetzung, hochbegabte junge Musiker zu fördern.
Die Sängerin Fjoralba Turku ist seine Schwester.

## Ehrungen und Auszeichnungen
- 2013 Kulturpreis des Landkreises Starnberg.

## Diskografie
- 2001: Beethoven, Saint-Saëns, Bartók, (mit Olaf Dressler, Klavier)
- 2003: Duo Fantastique (mit Daniel Röhn, Violine/Viola)
- 2005: Brahms, César Franck, Robert Schumann (mit Milana Cherniawska, Klavier)
- 2008: Duos for Violin & Cello (mit Wen-Sinn Yang)
- 2009: Homelands (mit Oliver Schnyder, Klavier) „Supersonic 2010 Award“
- 2010: Felix Mendelssohn Bartholdy (mit Oliver Schnyder, Klavier)
- 2012: Sweet Remembrance (mit Yumiko Urabe, Klavier)
- 2015: Souvenirs (Musiktage with Rudens Turku & Friends)
- 2020: Jubilee: Dvořák – Spohr – Kerschek (Rudens Turku Festival Ensemble)